# Вибори до Одеської обласної ради 2006
Вибори до Одеської обласної ради 2006 — вибори до Одеської обласної ради, що відбулися 26 березня 2006 року. Це були перші вибори до Одеської обласної ради, що проводилися за пропорційною виборчою системою. Для того, щоб провести своїх представників до Одеської обласної ради, партія чи блок мусила набрати не менше 3% голосів виборців. Загалом у виборах брали участь 44 учасника виборчої кампанії.

## Результати виборів
| Розподіл голосів       | Розподіл голосів       | Розподіл голосів | Розподіл голосів | Розподіл голосів |
| ---------------------- | ---------------------- | ---------------- | ---------------- | ---------------- |
|                        |                        |                  |                  |                  |
| ПР (49)                | ПР (49)                |                  | 24.79%           | 24.79%           |
| СПУ (19)               | СПУ (19)               |                  | 11.73%           | 11.73%           |
| БЮТ (14)               | БЮТ (14)               |                  | 8.78%            | 8.78%            |
| Блок Вітренко (10)     | Блок Вітренко (10)     |                  | 8.67%            | 8.67%            |
| Блок Литвина (11)      | Блок Литвина (11)      |                  | 5.04%            | 5.04%            |
| «Наша Україна» (9)     | «Наша Україна» (9)     |                  | 4.37%            | 4.37%            |
| Партія пенсіонерів (4) | Партія пенсіонерів (4) |                  | 3.80%            | 3.80%            |
| Відродження (3)        | Відродження (3)        |                  | 3.20%            | 3.20%            |

Примітка: На діаграмі зазначені лише ті політичні сили, які подолали 3 % бар'єр
 і провели своїх представників до Одеської обласної ради.
 В дужках — кількість отриманих партією чи бльоком мандатів